# Yūji Takada
Yūji Takada (高田裕司?, Takada Yūji; Ōta, 17 febbraio 1954) è un ex lottatore giapponese.
Era specializzato nella lotta libera.

## Palmarès
Olimpiadi
- 2 medaglie:
  - 1 oro (pesi mosca a Montréal 1976)
  - 1 bronzo (pesi mosca a Los Angeles 1984)

Mondiali
- 5 medaglie: 
  - 4 ori (52 kg a Istanbul 1974, 52 kg a Minsk 1975, 52 kg a Losanna 1977, 52 kg a San Diego 1979)
  - 1 bronzo (52 kg a Teheran 1973)